# Váradi József (tanár)
Váradi József (Marosvásárhely, 1950. október 11.–) erdélyi magyar matematikai szakíró, tankönyvszerkesztő.

## Életútja
Református családban született, atyja építkezési telepvezető volt. Középiskoláit szülővárosában végezte, ugyanitt a Tanárképző Főiskolán matematika szakos tanári képesítést szerzett (1972). Diplomája megszerzése után egy évig Vaslui megyében, majd 1973-tól Gelencén tanított általános iskolában, ugyanitt 1976–80 között a helyi művelődési otthon igazgatói teendőit is ő látta el. 1990-ig az RMDSZ orbaiszéki szervezeténél titkárként működött.
1990-től a sepsiszentgyörgyi Mikes Kelemen Líceum tanára és kiadványszerkesztő. Szakcikkei romániai magyar lapokban jelennek meg.

## Munkássága
Társszerzőként több általános és középiskolai matematikai tankönyvet és segédkönyvet állított össze:
- Matek-étek – felvételizőknek (Sepsiszentgyörgy, 1996);
- Matek-étek – hetedikeseknek (Sepsiszentgyörgy, 1996);
- Matek-étek – nyolcadikosoknak (Sepsiszentgyörgy, 1996);
- Matek-étek – ötödikeseknek (Sepsiszentgyörgy, 1997);
- Matek-étek – hatodikosoknak (Sepsiszentgyörgy, 1997)
- Váradi József–Tóth Pál: Mértéktéka. Különféle mértékek gyűjteménye; Charta, Sepsiszentgyörgy, 2001

## Társasági tagság
- Az Erdélyi Magyar Műszaki Tudományos Társaság (EMT) sepsiszentgyörgyi matematikai szakosztályának tagja.